# اگناک گرند
اگناک گرند (به لاتین: Agnack Grand) یک منطقهٔ مسکونی در سنگال است که در Ziguinchor Region واقع شده‌است.